# Elena Guro
Elena Guro, pseudônimo de Eleonora Genrikhovna von Notenberg, em russo Елена (Элеонора) Генриховна Гуро), (San Petersburgo, 30 de maio de 1877 - Uchikirkko, Gran-Ducado da Finlândia, 6 de maio de 1913), foi uma poeta, editora, pintora, autora de romances curtos e performer ligada ao Cubofuturismo russo.
Tradicionalmente relacionada ao Impressionismo, frequentou uma escola privada de arte em São Petesburgo, expondo junto a artistas desta tendência em 1909 e 1910.

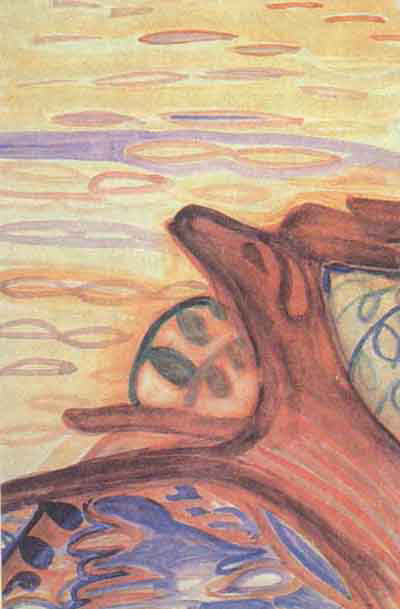
Olenenok, 1908-1909.

Poetas simbolistas como Aleksandr Blok tentaram trazê-la para o seu círculo, preferindo a poeta trabalhar com os poetas de "Hylaea", grupo que formaria a principal tendência do futurismo russo. Juntamente com seu marido, o músico Mikhaïl Matiouchin, foi editora destes, tendo participado daquela que é considerada a primeira antologia de poetas futuristas na Rússia, de 1910, ao lado de Velimir Khlebnikov, Vassíli Kamiênski, David Burliuk e Nikolai Burliuk, chamada "Uma armadilha para juízes".
Única mulher entre os primeiros futuristas russos, explorou imagens irreais, justapondo experiências rurais e urbanas, reverenciando a infância e a natureza, entretecendo prosa e poesia em linguagem escassa e ritmos pouco convencionais. Expressou-se através de uma voz infantil e um lirismo nonsense, empregando também técnicas do futurismo plástico. Conforme Jamie L. Bennett,  Ph.D. na Columbia University, "para Guro a infância é o estado natural do poeta porque a inocência requer imaginação e criatividade". Desta forma, desenvolveu uma linguagem transracional diferenciada da que foi usada por outros cubo-futuristas, sendo a sua baseada em um primitivismo infantil.
Morre aos 35 anos, de leucemia, quando o grupo "Hylaea", do qual fez parte, começa a tornar-se conhecido, em 1913, mesma época em que aqueles poetas aceitam o rótulo de futuristas.
Não tendo o seu nome alcançado repercussão entre críticos literários da época, Elena Guro é atualmente reconhecida como uma voz única na literatura russa.